# اقتصاد نيكاراغوا

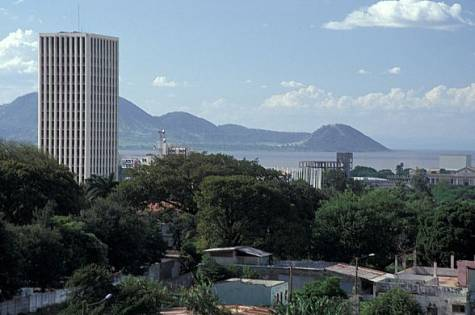

اقتصاد نيكاراغوا تركز في المقام الأول على القطاع الزراعي. وهي أقل البلدان نمواً في أمريكا الوسطى، والثاني الأكثر فقراً في الأمريكتين وفقاً للناتج المحلي الإجمالي الاسمي. في السنوات الأخيرة وفي ظل إدارات دانييل أورتيغا ازداد اقتصاد نيكاراغوا بشكل كبير، على الرغم من أنه كان أيضاً عرضة للركود العالمي. وقد انكمش اقتصاد البلاد في الواقع بنسبة 1.5٪ في عام 2009، وذلك بسبب انخفاض الطلب على التصدير في أسواق الولايات المتحدة وأمريكا الوسطى، وانخفاض أسعار السلع الأساسية للصادرات الزراعية الرئيسية، ونمو التحويلات المنخفضة، ولكن شهد نمو 4.5٪ في عام 2010 وذلك بفضل انتعاش الطلب على الصادرات والنمو في صناعة السياحة بها. ما زال اقتصاد نيكاراغوا للنشر النمو، مع المؤشرات الأولية تظهر أن اقتصاد نيكاراغوا المتزايد إضافي 5٪ في عام 2011.
احتلت نيكاراغوا المركز 61 في مؤشر الحرية الاقتصادية، والمركز 14 (من 29) في الأمريكتين. بينما احتلت المركز 115 في مؤشر الابتكار العالمي عام 2023. إلا إنها تراجعت إلى المركز 124 في مؤشر عام 2024.